# MX4J
Az MX4J egy Java szoftver projekt, amely  a Java Management Extensions (JMX)  nyílt forráskódú megvalósításának elkészítésére irányul. A JMX specifikáció egy Java Specification Request (lásd: JSR 003), jelenleg 1.2-es a karbantartási kiadásnál tart, az új JSR 160, pedig a távoli JMX ügynökökhöz való kapcsolódást célozza. MX4J implemetálja JSR 3-at és JSR 160-at egyaránt.
Az MX4J projekt céljai egyszerűen a következők:
- Pontos betartása a JMX specifikációnak.
- Fejleszteni egy erősen robusztus kódbázist.
- 100% kompatibilitás a referencia implementációval.

Az egyszerűsége miatt az MX4J számos nyílt forráskódú projekt részét képezi, mint pl. Jetty Server, Tomcat, Geronimo, Harmony, ObjectWeb JOnAS és mások.